# Китайська порцеляна
Кита́йська порцеля́на - одна із найзначущих напрямків китайського мистецтва та світового керамічного мистецтва. Вона варіюється від будівельних матеріалів, як цегла або ж саморобних гончарних виробів із глини, обпаленої у вогнищі або печі і до витончених виробів, які із самого початку виготовлялись лише для імператорського суду або ж для експорту.

## Історія

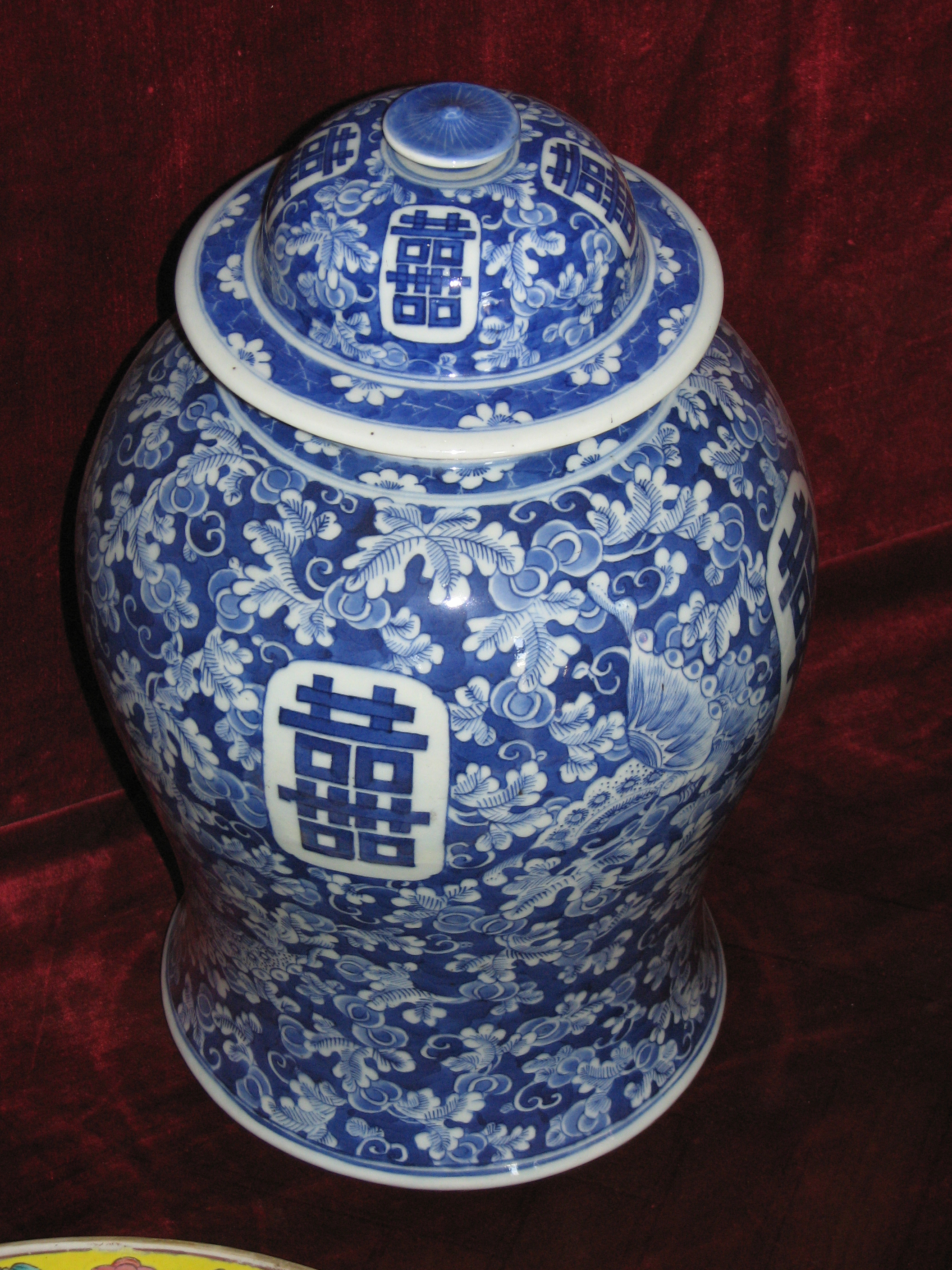
Зразок китайської порцеляни, що виготовляли у 17-19 століттях.

Відтоді як порцеляновий посуд у 13 столітті потрапив до Європи з Китаю, його називають China, тобто ніби як і раніше вважають китайським витвором (хоча сьогодні в Піднебесній порцеляни елітних марок не виробляють). Цей «атавізм» наявний і в маркуванні більшості європейських виробників. Класична Fine China — порцеляна з білою глиною-каоліном в основі. Порцеляна класу «люкс» — це Bone China, тобто кістяна (винайдена 1796 року в Англії ). Каолін у ній замінено фосфатом кальцію, простіше кажучи — подрібненими коров'ячими кістками.
У китайців найціннішим вважався посуд ручної роботи з відбитками пальців автора.
Сучасна китайська порцеляна й сьогодні- одна з найкращих. Порцелянові заводи Чунцін виготовляють порцеляну, яка й у самому Китаї за ціною доступна не кожному.
До нас, в Україну, якщо й надходить продукція щоденного вжитку, то адаптована до смаків вітчизняного споживача: чашки більші, тарілки глибші.

## Зразки історичної порцеляни Китаю

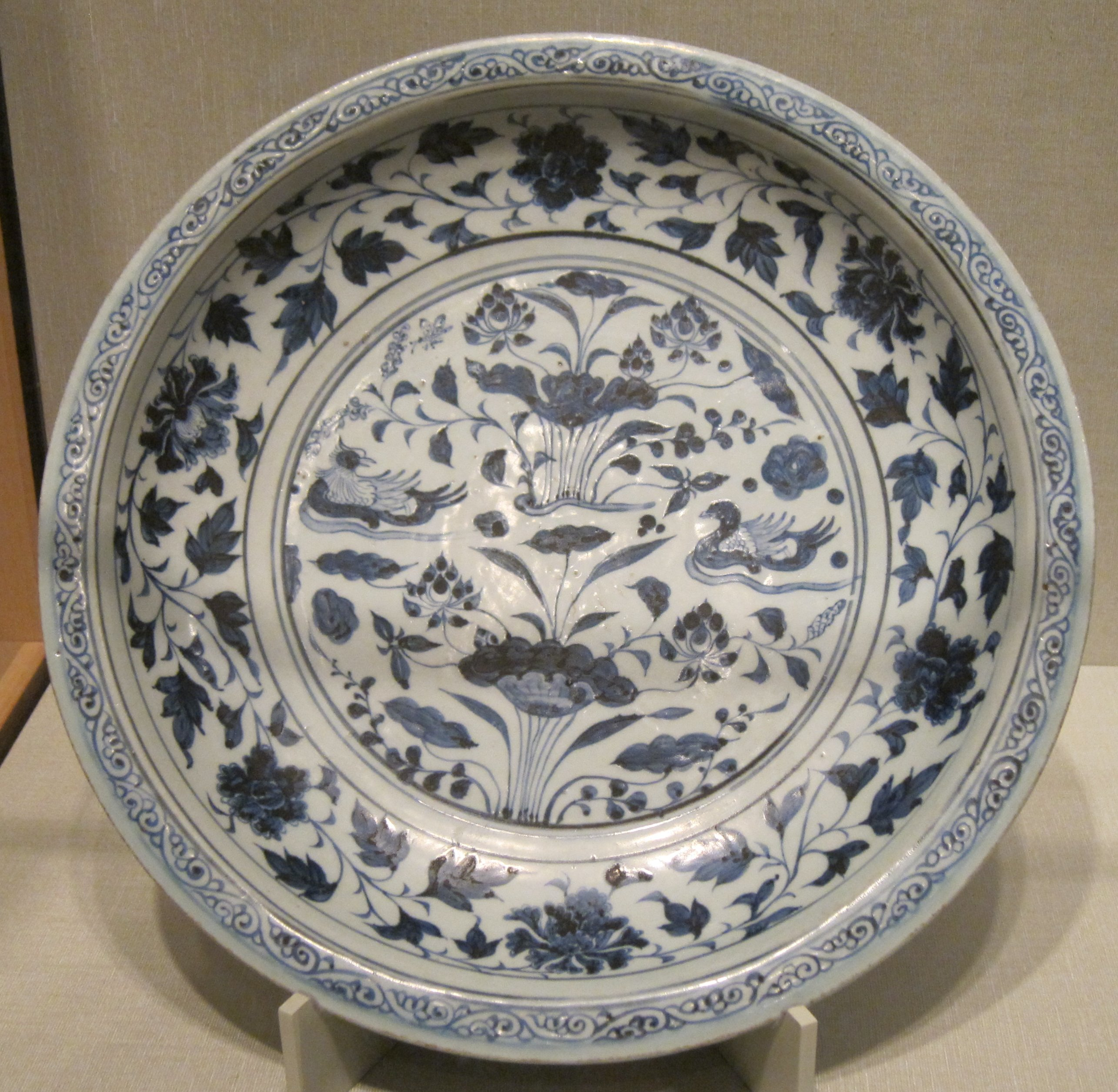
Таріль, династія Юань. 14 ст. Галерея мистецтв Фрір, Вашингтон.
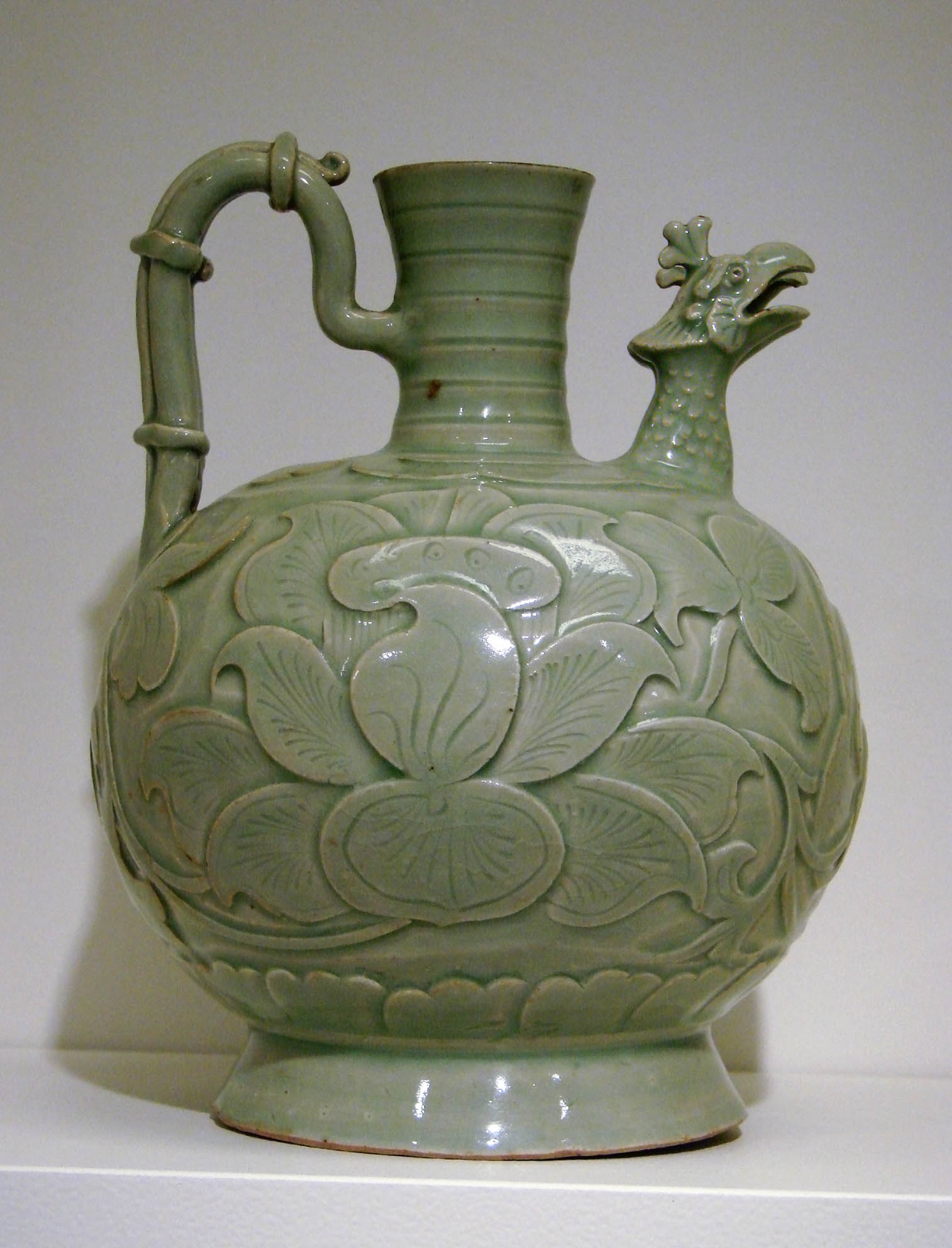
Порцеляна Китаю династії Північна Цинь, селадон 10 ст., музей Гіме, Париж.
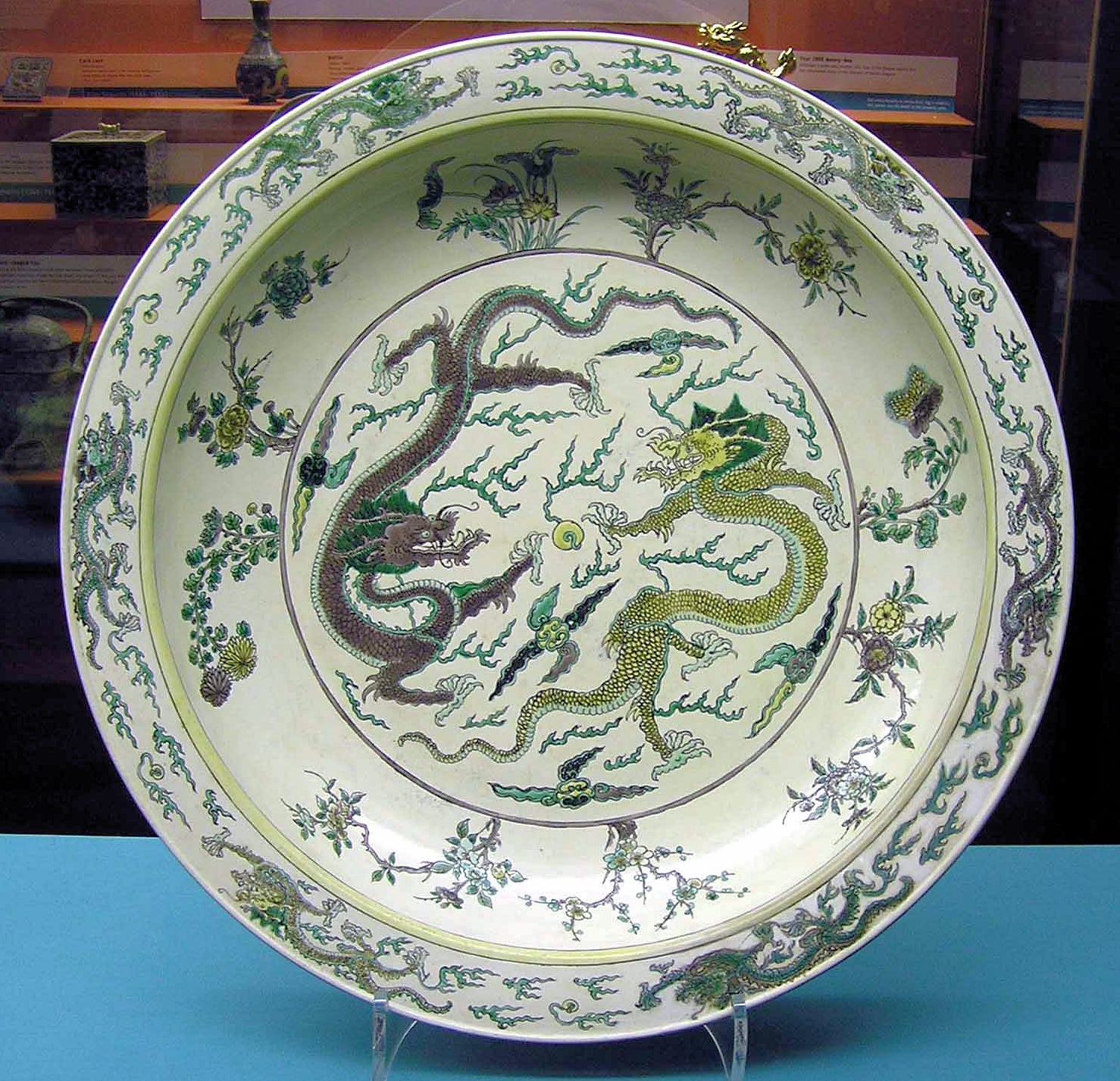
Порцеляна Китаю династії Канхі( 1662-1722), Бристоль, музей
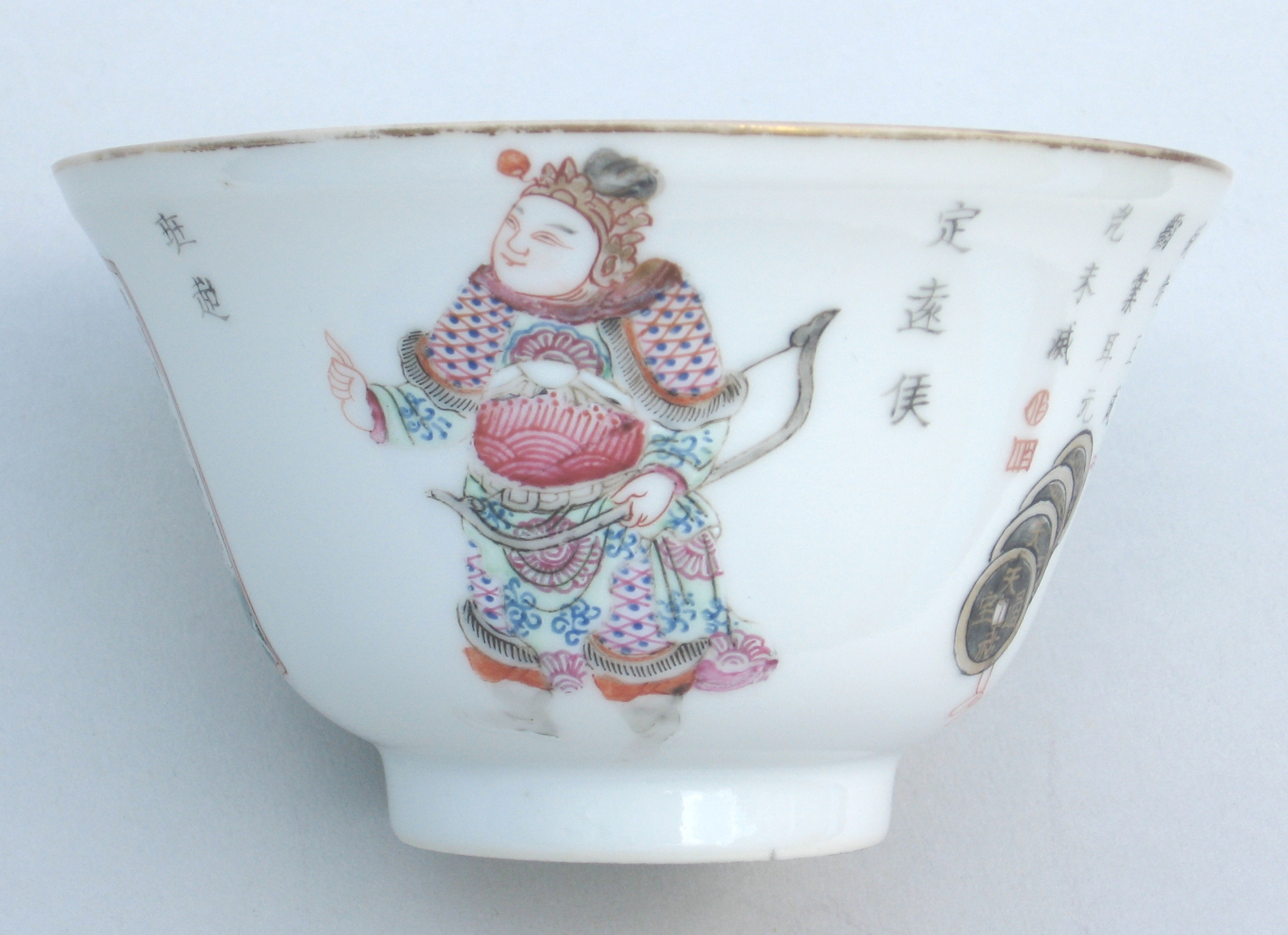
Декор У Шуан Пу з періодом Бань Чао, Ічжу